# Ormyrus bicarinatus
Ormyrus bicarinatus är en stekelart som beskrevs av Girault 1915. Ormyrus bicarinatus ingår i släktet Ormyrus och familjen kägelglanssteklar. Inga underarter finns listade i Catalogue of Life.